# Schlosskirche (Braunfels)

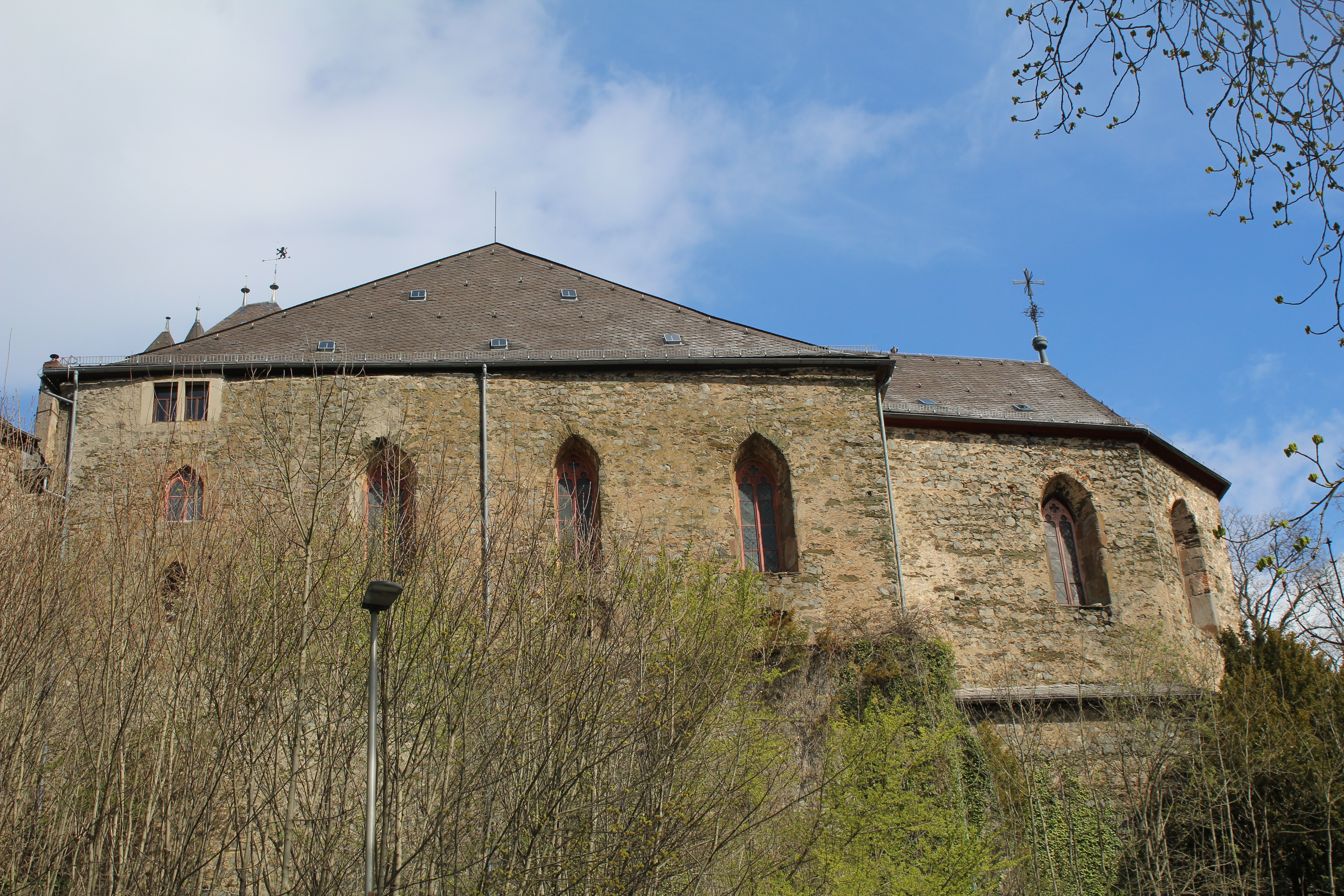
Südseite der Schlosskirche

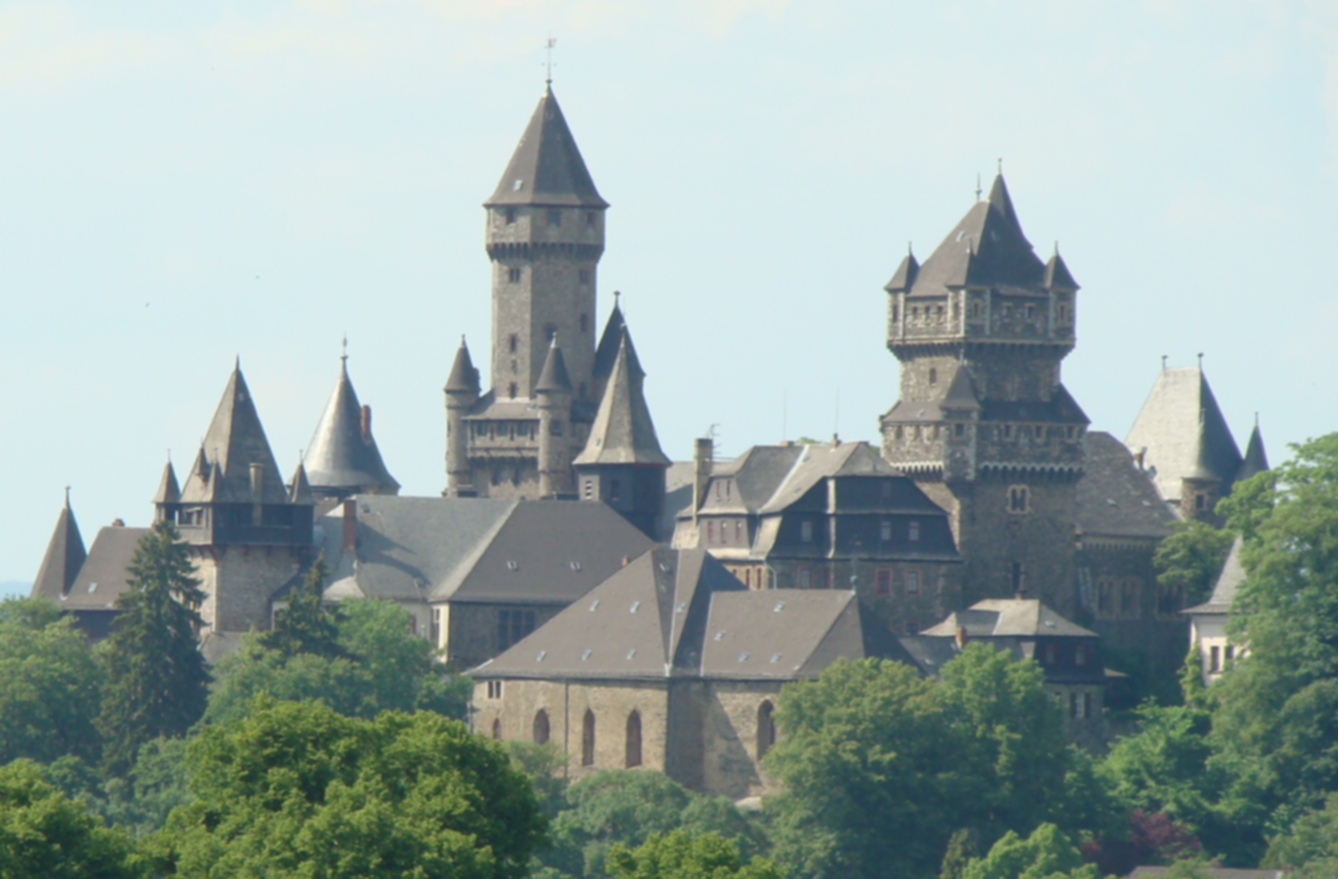
Schloss Braunfels mit seiner Kirche im Vordergrund Mitte

Die Braunfelser Schlosskirche in der Stadt Braunfels im Lahn-Dill-Kreis in Hessen ist eine spätgotische Hallenkirche. Die im Jahr 1501 fertiggestellte dreischiffige Kirche hat einen 3/8-Chor und eine nördlich angebaute Sakristei. Sie diente bis zum Jahr 1883 als Grablege der Grafen und Fürsten von Solms-Braunfels. Die Kirche ist aufgrund ihrer geschichtlichen, künstlerischen, städtebaulichen und wissenschaftlichen Bedeutung hessisches Kulturdenkmal. Sie ist heute Teil des fürstlichen Museums und wird von der evangelischen Kirchengemeinde und seit den 1980er Jahren gelegentlich von der katholischen Gemeinde genutzt.

## Baugeschichte

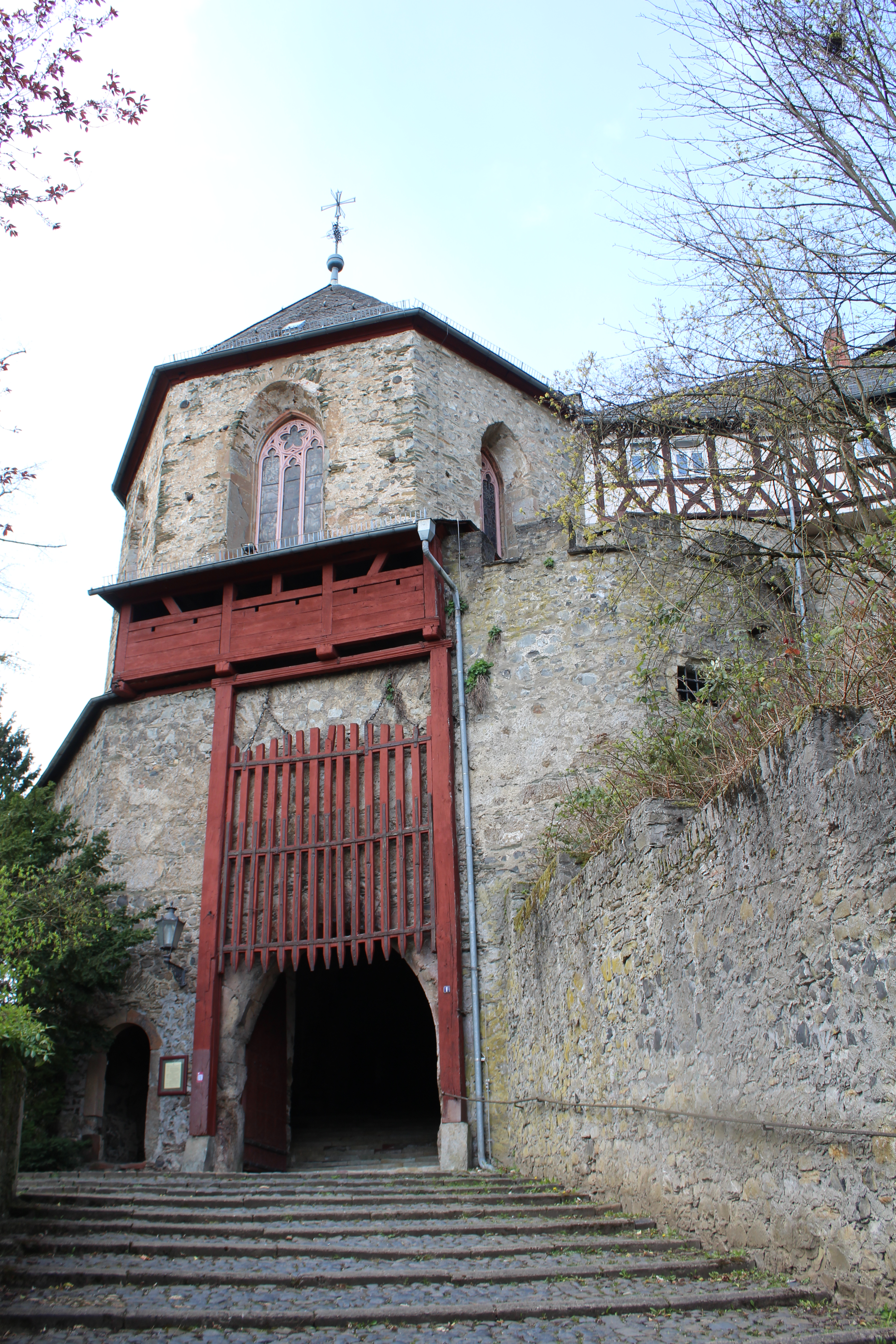
Schlosskirche von Osten über den Gewölben der Auffahrt

Bernhard II. Graf von Solms-Braunfels († 1459) ließ 1451 im Braunfelser Schloss eine Burgkapelle errichten, die dem heiligen Gallus geweiht war. Ihre genaue Lage ist unklar; möglicherweise ist sie mit der Sakristei zu identifizieren.
Graf Otto II. von Solms ließ 1491–1501 anstelle der bisherigen Burgkapelle eine neue Kirche im spätgotischen Stil erbauen. Hierzu wurde der älteste Zwinger unterhalb der „Obersten Pforte“ überwölbt und die Kirche auf dieses Gewölbe gesetzt. Diese Art eines von außen erkennbaren Sakralbaus über einem Zwinger wurde im Mittelalter gleichzeitig als psychologische Abschreckung gegenüber feindlichen Angriffen genutzt.
Ursprünglich war die Kirche mit fünf Altären ausgestattet: Hl. St. Anna, Hl. Maria, St. Georg, St. Sebastian und St. Christophorus, die heute alle nicht mehr vorhanden sind. Die innere Einrichtung wurde im Laufe der Zeit mehrmals umgestaltet. Trotz des Schlossbrandes von 1679 ist aber die Schlosskirche in ihrer Struktur bis heute noch vollständig erhalten. Unter Baumeister Johann Ludwig Krieber wurde 1679 das Dach wiederhergestellt. Es hielt einen Glockenturm, der in der Mitte des 18. Jahrhunderts wieder entfernt wurde. Nach 1679 wurden die Wände im Chor getäfelt und mit Gesimsen versehen. Die spätgotischen Terrakotta-Fliesen des Chorbodens stammen vermutlich aus dem 16. Jahrhundert.
Im Jahre 1868 erfolgte eine gründliche Instandsetzung des Inneren der Schlosskirche, bei der auch das jetzige Kirchen- und Chorgestühl sowie die Emporen eingebaut wurden. Der Fußboden des Kirchenschiffs erhielt einen Plattenbelag aus Lungsteinen. Nach einer Innensanierung des Chorraums im Jahr 2016 wurden 2018 das Mittel- und die Seitenschiffe saniert.

## Architektur
Das Mittelschiff der dreischiffigen  Hallenkirche hat ein Sterngewölbe, die Seitenschiffe haben Kreuzrippengewölbe, die auf 4 Rundsäulen mit Fratzenkonsolen ruhen sowie den umlaufenden Wänden. Über dem einschiffigen Chor mit dem 3/8 Grundriss eines Oktogons befindet sich ein Netzgewölbe über Wappensteinen; an der Südwand sind die früheren drei Schießscharten noch zu erkennen.
Das ursprüngliche Maßwerk der Fenster ist nur noch in der Sakristei erhalten. Die jetzt noch vorhandenen Bleiglasfenster erhielt die Schlosskirche 1902/04. Das linke Chorfenster zeigt die Evangelisten Lukas und Markus, das rechte Johannes und Matthäus. Das große Doppelfenster in der Chormitte ist eine Darstellung der Kreuzigungsgruppe.
Das Fenster hinter dem Pfarrsitz zeigt Ornamente und in der Mitte das Kreuz mit der Dornenkrone und der Heiligen Schrift mit den Buchstaben A und O („Alpha“ und „Omega“, Offb 21,6 ).
Die Kirche wird im Südwesten durch einen Nischenzugang des äußeren Burghofes erschlossen. Das neugotische Portal entstand wohl um 1845.

## Ausstattung

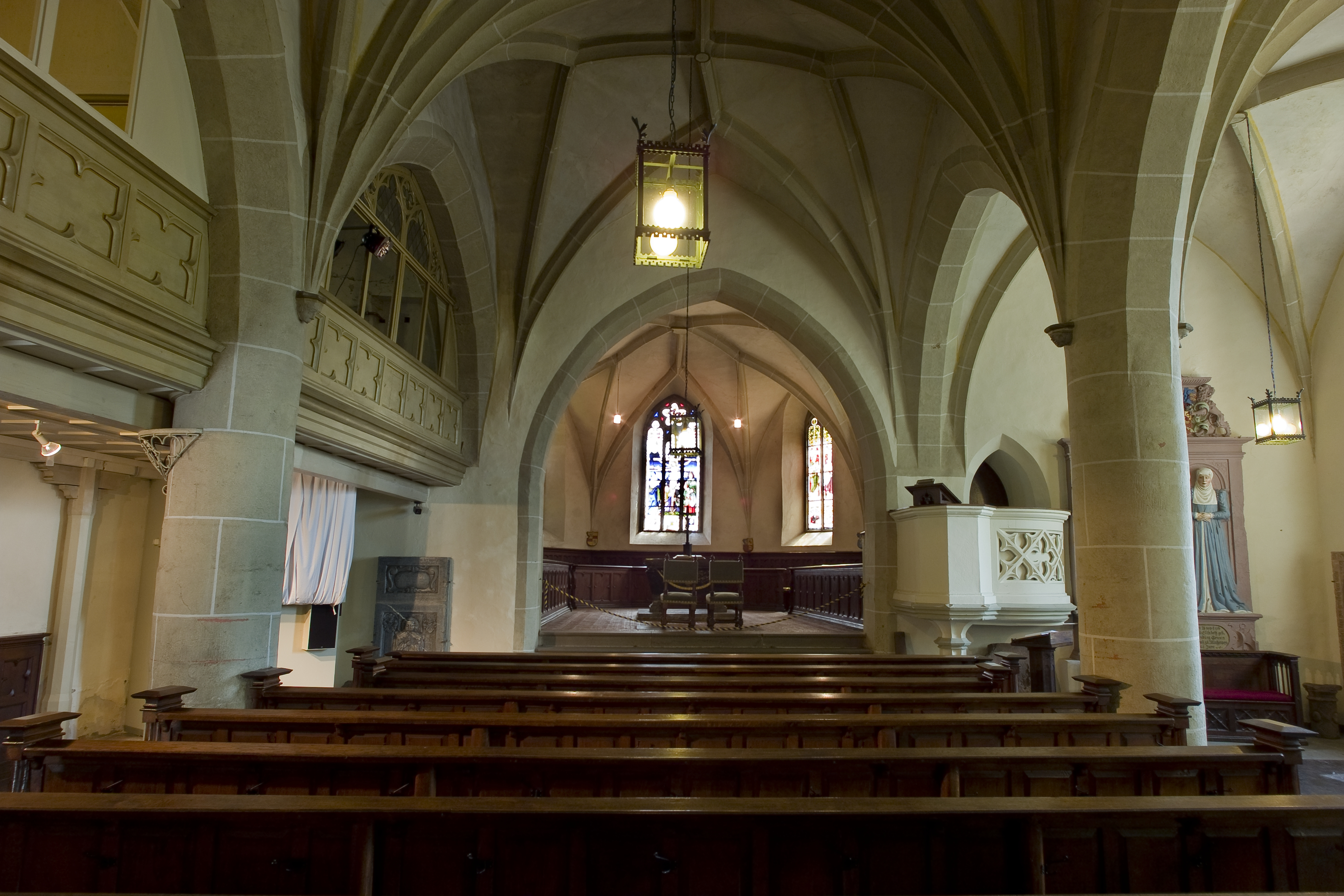
Blick in die Schloss-Kirche

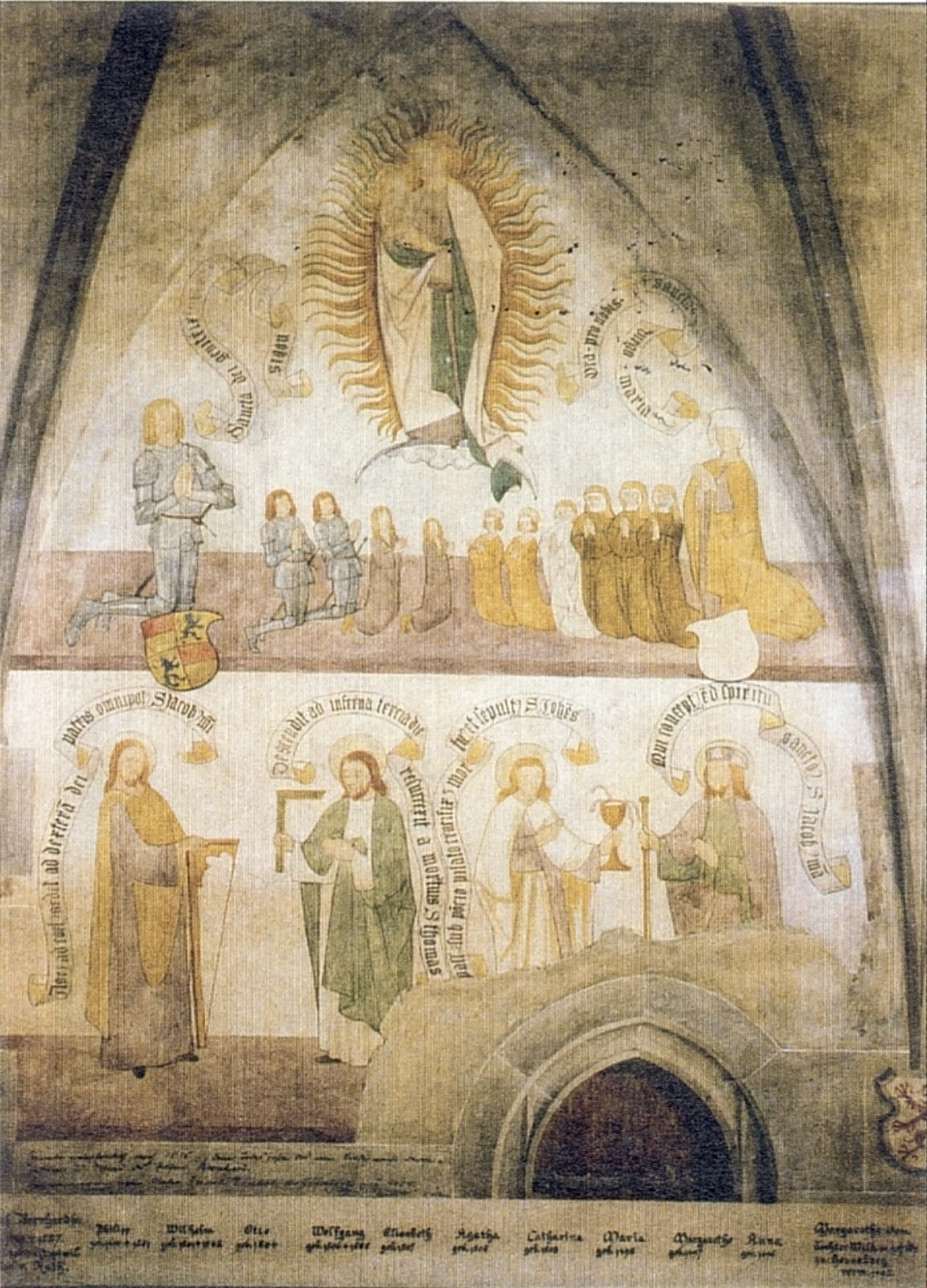
Gewölbejoch mit Votivgemälde im Chorraum über der Sakristeitür

Ursprünglich zierte eine reiche Bemalung die Kirche an Wänden und Gewölben. Spuren gotischen Rankenwerkes wurden bei der Renovierung im Jahre 1902 gefunden. Aufgrund ihres schlechten Erhaltungszustands und fehlender Unterlagen konnten sie nicht rekonstruiert werden und wurden übermalt. Die Bemalung des Raums geht auf einen Entwurf von Baurat Carl Seiler zurück.
Freigelegt wurde jedoch ein relativ gut erhaltenes Votivgemälde an der nördlichen Chorwand über der Tür zur Sakristei, das wahrscheinlich nach 1515 entstanden ist und ein ganzes Gewölbejoch ausfüllt. Es stellt den Grafen Bernhard III. zu Solms-Braunfels dar mit Gemahlin und Kindern, kniend unter einer Madonna (Muttergottes, Maria mit Kind). Im unteren Teil des Freskos sind die Apostel Jakobus der Jüngere, Thomas, Johannes und Jakobus der Ältere dargestellt mit ihren Attributen unter Spruchbändern, auf denen die den einzelnen Aposteln beigelegten Glaubenssätze stehen.
Der Kanzelfuß wurde in spätgotischer Zeit gefertigt. Emporen und Kirchengestühl datieren von 1868.
Als Altar dient ein Sarkophag aus schwarzem, nassauischem Lahnmarmor. Er wurde 1785 von Fürst Wilhelm Christian zu Solms Braunfels und seinen beiden Schwestern Auguste und Luise für ihre Eltern Ferdinand und Sophie gestiftet, die 1783 und 1772 in der Familiengruft unterhalb des Chorraumes beigesetzt worden waren. Zu diesem Anlass wurden die beiden Särge aus der Gruft unter 2 Steinplatten aus blauem Marmor vor dem Sarkophag-Altar in den Chorraum verlegt.

## Orgel

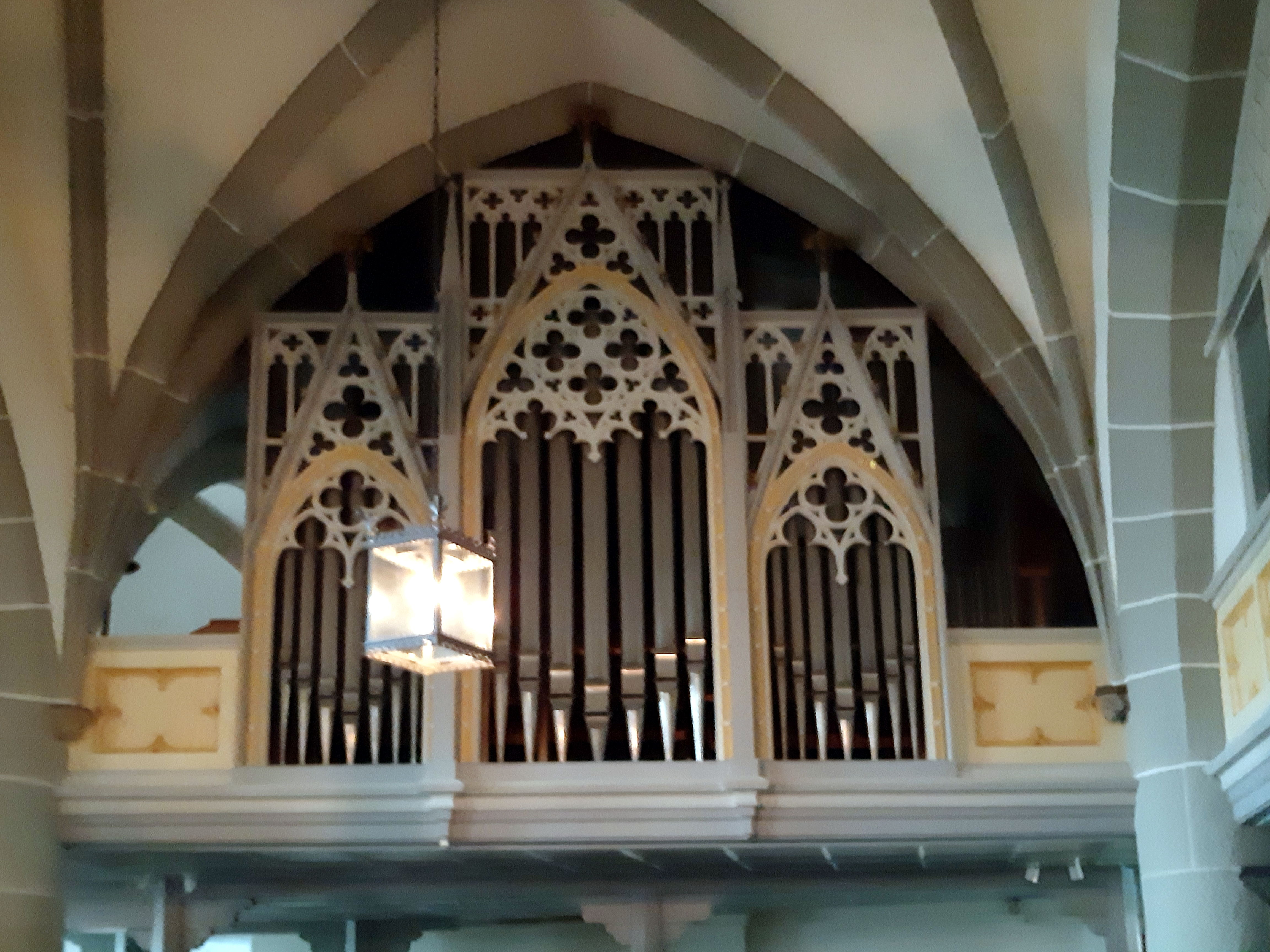
Orgel der Schlosskirche

Im Jahr 1688 baute Orgelbauer Grieb aus Griedel eine neue Orgel mit zehn Registern. Sie wurden im 18. Jahrhundert von der Orgelbauerfamilie Dreuth unterhalten und 1804 nach Kraftsolms verkauft. Die heutige Orgel geht auf eine kleine Chororgel zurück, die Johann Friedrich Syer 1766 bis 1768 ursprünglich für Kloster Arnsburg schuf. Im Zuge der Säkularisation wurde das Werk im Jahr 1804 nach Braunfels überführt und zunächst im Chorraum aufgestellt. Im Jahr 1900 gab ihr Gustav Raßmann den heutigen Standort auf der Empore, baute den neugotischen Prospekt mit Maßwerk und erweiterte sie um ein zweites Manual. Klangliche Umdisponierungen und Erweiterungen erfolgten 1950 und 1965 durch den Raßmann-Nachfolger Günter Hardt. Die Register des Hauptwerks von Syer sind erhalten. Insgesamt verfügt die Orgel über 21 Register auf zwei Manualen und Pedal:
| I Hauptwerk C–f3 |       |
| Prinzipal        | 8′    |
| Gamba            | 8′    |
| Flauto Major     | 8′    |
| Quintatön        | 8′    |
| Oktave           | 4′    |
| Gemshorn         | 4′    |
| Flauto Minor     | 4′    |
| Quinte           | 2 ⁄3′ |
| Oktave           | 2′    |
| Flageolett       | 2′    |
| Cornett III      | 1 ⁄3′ |
| Mixtur IV        | 1′    |

| II Nebenwerk C–f3 |       |
| Gedackt           | 8′    |
| Praestant         | 4′    |
| Rohrflöte         | 4′    |
| Waldflöte         | 2′    |
| Quinte            | 1 ⁄3′ |
| Rankett           | 8′    |

| Pedal C–f1   |         |
| Subbass      | 16′     |
| Prinzipalbaß | 8′      |
| Choralbaß II | 4′ + 2′ |

- Koppeln: II/I, I/P, II/P

## Grabmale

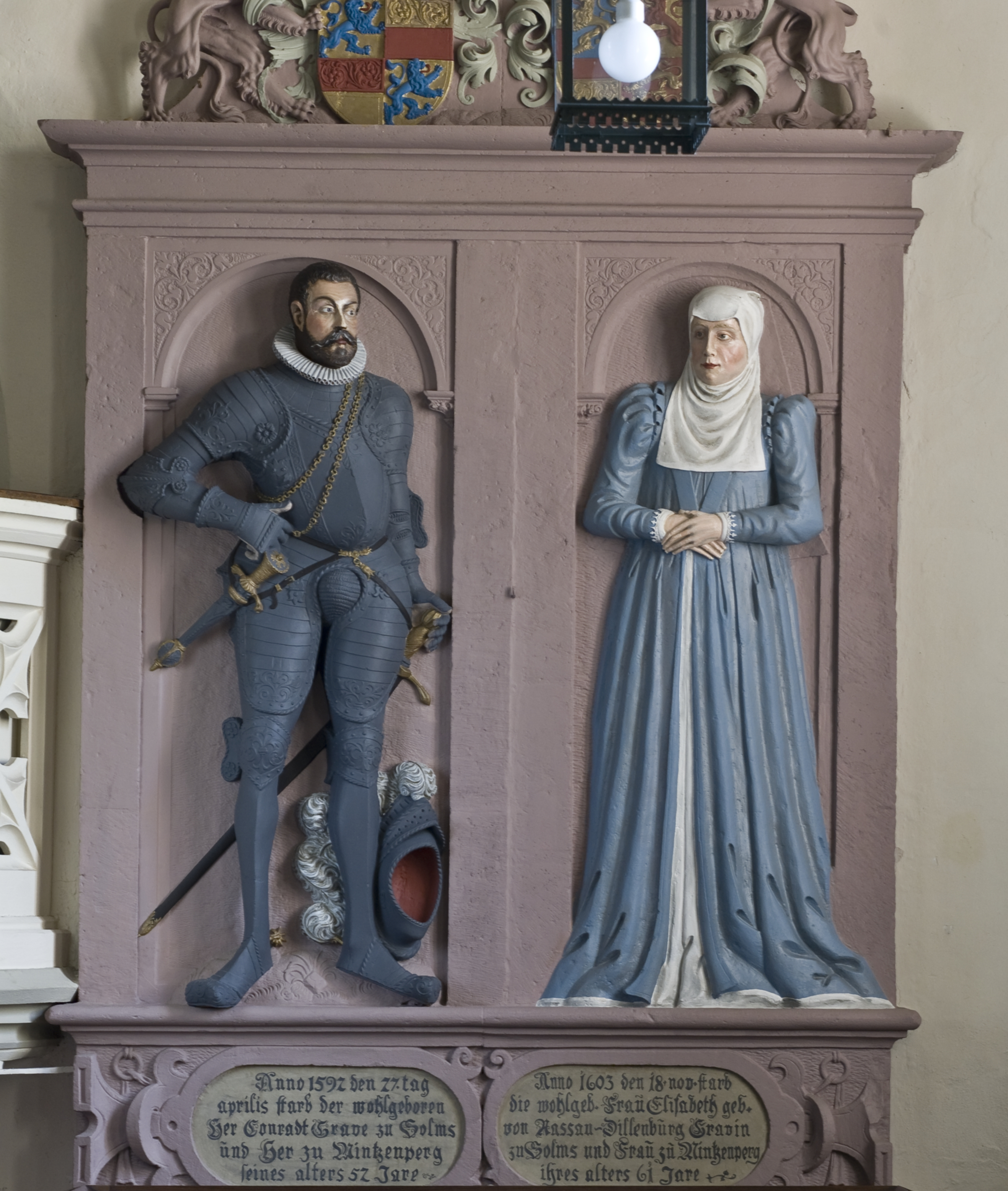
Grabplatte Conrad und Elisabeth

An der Ostwand des rechten Seitenschiffes, rechts unterhalb der Kanzel, befindet sich die lebensgroße, prachtvoll gestaltete, farbige Grabplatte des Grafen Conrad zu Solms-Braunfels (1540–1592) mit seiner Gemahlin Elisabeth, geb. Gräfin zu Nassau-Dillenburg (1542–1603). In den flach gehaltenen Nischen der Grabplatte steht er als deutscher Ritter gekleidet und entsprechend der Zeitsitte mit Schwert an der linken Seite und Dolch an der rechten, zu seinen Füßen der Helm mit offenem Visier, den hohen Adelsstand symbolisierend. Elisabeth steht an seiner linken Seite und trägt ein bescheidenes Klosterkleid, dessen Faltenwurf als besonders gelungene Arbeit des unbekannten Künstlers anzusehen ist. Die farbliche Fassung geht auf das Jahr 1985 zurück.
Rechts neben der Grabplatte der Eltern, mittschiffs an der südlichen Außenwand der Kirche, befindet sich ein mit reichem Beschlagwerk und Wappen geschnitztes hölzernes Epitaph von 1587 für einen Sohn und vier Töchter des Grafen Conrad mit Elisabeth, die im Kindesalter an den Blattern verstorben sind.
Zwischen der Grabplatte des Grafenpaares Conrad/Elisabeth und dem Holz-Epitaph der Kinder steht die lebensgroße steinerne Grabplatte des Grafen Wilhelm zu Solms-Braunfels (1501–1542), Sohn des Grafen Bernhard III., der 1542 in Eferding, Österreich, an einer im Kampf gegen die Türken erlittenen Verwundung gestorben ist, eine ebenfalls spätgotische bildhauerische Arbeit, die Einflüsse Stephan Rottalers aufweist.
Ungeklärt sind Herkunft und Verbindung zum Haus Solms einer links vor dem Altaraufgang stehenden Steinplatte. Sie erinnert an zwei früh verstorbene Kinder eines Wolfgang Ehrenreich von Borschittaw und seiner Frau Magdalena Catharina, geb. von Angern.

## Reformation, Nutzung der Kirche
Graf Philipp von Solms-Braunfels (1494–1581) führte in den Braunfelser Landen die Lehren Martin Luthers ein. Bis zum Jahr 1582 gehörte die Gemeinde Braunfels zur lutherischen Pfarrei Altenkirchen in der Grafschaft Nassau-Dillenburg. Mit Einführung der strengeren, reformierten Lehre löste Graf Conrad 1582 Braunfels vom lutherischen Altenkirchen, gründete hier eine eigene Pfarrei, erbaute ein Pfarrhaus, stattete die Pfarrei mit Gütern und Gefällen aus und öffnete der jetzt reformierten Gemeinde im Jahre 1583 die Schlosskirche, die bis dahin die Kirche St. Georgen besucht hatte.
Die 1582 mit dem Übertritt des Grafen Conrad zum reformierten Bekenntnis eingeführte Synodale Ordnung bestand grundsätzlich bis 1739. Während des Dreißigjährigen Krieges allerdings wechselte die Burg in den Jahren 1621–1635 viermal die Besitzer, und einher gingen religiöse Unterdrückungen der Bevölkerung mit entsprechendem Wechsel in der Nutzung der Schlosskirche. Erst mit Ankunft der Schweden im März 1632 fand der Zustand der Unruhen ein Ende, und seitdem war die Schlosskirche wieder ununterbrochen die offizielle Kirche der Braunfelser evangelisch-reformierten Pfarrgemeinde. Die Braunfelser Fürsten und Grafen übten ihre Rechte als Patronatsherren gegenüber der evangelischen Gemeinde auch weiterhin in christlicher Gemeinschaft aus, nachdem das Haus seit 1950 wieder katholisch geworden war.
1980 baute die evangelische Kirchengemeinde Braunfels sich ein neues, eigenes Kirchengebäude weiter unten im Ort, unweit der seit Mitte des 19. Jahrhunderts bestehenden katholischen St.-Anna-Kirche. Durch den Rückzug von der bis dahin alleinigen Nutzung der Schlosskirche als einziger evangelischer Gemeindekirche im Ort öffnete sich der Weg für eine jetzt erweiterte Nutzung zusammen mit den katholischen Christen, die ansonsten ebenfalls über eine eigene Gemeindekirche verfügen. Mit Presbyteriumsbeschluss von 1985 und anschließender vertraglicher Regelung mit dem Schlosseigentümer wurde die weiterhin bestehende Möglichkeit zur Nutzung der Schlosskirche durch die evangelische Gemeinde festgelegt.
In den Folgejahren wurde der Kirchenraum dann vermehrt für Ausstellungen und Konzerte genutzt, wie auch für bestellte Trauungen von ortsangehörigen und ortsfremden Gästen. 2005 erfolgte seitens der katholischen Kirche durch das zuständige Bistum Limburg in Absprache mit der evangelischen Kirche und dem Hausherrn und Eigentümer die Zustimmung zur Durchführung von Feiern der heiligen Messe und Trauungen nach katholischem Ritus. Mit dieser Freigabe der Schlosskirche für katholische Nutzung zusätzlich zu der weiterhin evangelischen Nutzung zu bestimmten Anlässen gibt es auch in Braunfels ein Simultaneum. Beide Konfessionen nutzen seitdem die Möglichkeit, in einem gemeinsamen kirchlichen Gebäude jeweils eigene Gottesdienste feiern zu können.